# Carácter basura
En informática un carácter basura es un carácter arbitrario. Esto sucede cuando la persona, ordenador, sistema operativo o aplicación no logra interpretar dicho carácter, producto de una falla algorítmica o de una mala asignación de formato.
- Datos: Q5754004